# Praznina (astronomija)
Praznine su veliki pusti prostor u svemiru između galaktičkih vlakana, najvećih struktura u koje sadrže vrlo malo (prazninske galaktike) ili u kojima uopće nema galaktika.
Praznine obično imaju promjer od 10 do 100 megaparseka. Posebno velike praznine, definirane odsutnošću bogatih superskupova galaktika, ponekad se nazivaju superprazninama. Imaju manje od jedne desetine prosječne gustoće tvari koja se smatra tipičnom za vidljivi svemir.".
Praznine koje su smještene u okružjima veće gustoće manje su nego praznine smještene u svemirskim prostorima niske gustoće.

## Povijest istraživanja i otkriće
Kozmičke praznine postale su tema proučavanja u astrofizici sredinom 1970-ih kada su istraživanja crvenog pomaka postala popularnija i dovela su dvije odvojene skupine astrofizičara 1978. godine do identificiranja superskupova i praznina u raspodjeli galaksija i Abelovih skupova u velikom području svemira. Nova istraživanja crvenog pomaka revolucionirala su područje astronomije dodavanjem dubine dvodimenzionalnim kartama kozmološke strukture, koje su često bile gusto zbijene i s preklapanjem omogućavajući prvo trodimenzionalno prikazivanje svemira. U istraživanjima crvenog pomaka, dubina je izračunata iz pojedinačnih crvenih pomaka galaksija zbog širenja svemira prema Hubbleovom zakonu.

### Vremenski slijed
Sažeti vremenski slijed važnih događaja na polju kozmičkih praznina od njegovog početka do novijeg vremena naveden je u nastavku:
- 1961. - Pozornost astronomske zajednice usmjerena je na strukturne značajke velikih razmjera poput "skupova drugog reda", određene vrste superskupova[7]
- 1978. - Objavljena su prva dva rada na temu praznina u velikoj strukturi koji upućuju na praznine pronađene ispred skupa Coma / A1367.[8][9] Prve praznine otkrivene su u pionirskoj studiji Stephena Gregoryja i Lairda A. Thompsona u Nacionalnom opservatoriju Kitt Peaku.[10]
- 1981. - Otkrivanje velike praznine u području Volara na nebu promjera gotovo 50 h −1 Mpc (što je kasnije preračunato na oko 34 h −1 Mpc).[11][12]
- 1983. - Računalne simulacije dovoljno napredne da pružaju relativno pouzdane rezultate rasta i razvoja strukture velikih razmjera pojavile su se i dale uvid u ključne značajke rasporeda galaksija velikih razmjera.[13][14]
- 1985. - Istraženi su detalji o superskupu i praznoj strukturi regije Perzej-Ribe.[15]
- 1989. - Istraživanje crvenog pomaka Centra za astrofiziku otkrilo je da velike šupljine, oštri filamenti i zidovi koji ih okružuju dominiraju strukturom svemira na velikoj skali.[16]
- 1991. - Istraživanje crvenog pomaka Las Campanas potvrdilo je obilje praznina u velikoj strukturi svemira (Kirshner i sur. 1991).[17]
- 1995. - Usporedbe optički odabranih istraživanja galaksija pokazuju da su pronađene iste praznine bez obzira na odabir uzorka.[18]
- 2001. - Dovršena anketa o dvostrukom pomicanju polja Galaxy Redshift dodaje znatno veliku količinu praznina u bazu podataka svih poznatih kozmičkih praznina.[19]
- 2009. - Podaci Sloan Digital Survey-a (SDSS) u kombinaciji s prethodnim opsežnim istraživanjima sada pružaju najcjelovitiji prikaz detaljne strukture kozmičkih praznina.[20]

## Nastanak
Smatra se da su nastale barionskim akustičnim oscilacijama u kolabiranjima masa pri velikom prasku nakon kojih su uslijedile implozije barionske tvari. Počevši od početno malih anizotropija zbog kvantnih fluktuacija mladog svemira, anizotropije su rasle tijekom vremena. Područja veće gustoće brže su kolabirala zbog gravitacije, rezultirajući pjenolikim strukturama velika obujma, ili "svemirskoj paučini" ili prazninama i galaktičkim vlaknima vidljivim danas.
Čini se da praznine koreliraju s promatranom temperaturom svemirskom mikrovalnom pozadinom (CMB) zbog Sachs–Wolfeov efekt. Hladnija područja koreliraju s prazninama, dok toplija područja koreliraju s vlaknima, zbog gravitacijskog crvenog pomaka. Budući da je Sachs–Wolfeov učinak značajan samo ako u svemiru prevladava zračenje tamne energije, postojanje praznina je značajno u davanju fizičkog dokaza tamne energije.

### Metode za nalaženje praznina
Brojni su načini nalaženja praznina, uz rezultat opširnih pregleda svemira. Većina algoritama spada u jednu od triju kategorija. Prva skupina sastoji se od nalazača praznina koji pokušavaju naći prazne predjele svemira zasnovano na mjesnoj gustoći galaktika. Drugi razred čine oni koji pokušavaju naći praznine geometrijskim strukturama u razdiobi tamne tvari kako bi to nalagale galaktike. Treći razred algoritama su nalazitelji koji dinamično prepoznaju strukture uporabom gravitacijski nestabilnih točaka u razdiobi tamne tvari. Tri najraširenije metode u proučavanju svemirskih praznina su: algoritam VoidFinder, ZOBOV (Zone Bordering On Voidness) i DIVA (DynamIcal Void Analysis).

## Poveznice
- oblak velike brzine
- spalacija svemirskih zraka
- pokus CRESU
- međuplanetni oblak prašine
- toplo-vruća međugalaktička tvar (WHIM)
- bezkolizijski medij
- tvar između galaktičkih skupova (ICM)
- Lokalni međuzvjezdani oblak
- G-oblak
- superskupovi galaktika
- galaktičko vlakno
- međuzvjezdani prah
- međuplanetarna tvar
- međuzvjezdani oblik
- galaktička plima
- heliosferni tok sila
- sunčev vjetar
- polarna svjetlost
- dvostruki sloj (plazma)
- heliosfera
- protusjaj
- Zemljina sjena
- Oblaci Kordiljevskog
- Trojanski asteroidi
- zodijačka svjetlost (zodijačka prašina)
- egzozodijačka svjetlost (egzozodijačka prašina)
- mjesečina
- raspršivanje prema naprijed
- Poynting–Robertsonov efekt
- Prostornovremenske crvotočine
- superjato
- svemirsko prostranstvo
- međugalaktička prašina
- megamaser
- astrofizički maser
- Zeemanov efekt
- Starkov efekt
- Paschen-Backov efekt
- Mjesna praznina
- Sjeverna mjesna superpraznina
- Južna mjesna superpraznina
- Eridan (Reliktna hladna mrlja)
- Lovački psi

## Vanjske poveznice
- Novine  Arhivirana inačica izvorne stranice od 5. ožujka 2021. (Wayback Machine) Zoran Knez: Superjata i praznine